# BRB Internacional
BRB Internacional — испанская анимационная студия, наиболее известна благодаря популярным в 1980-е годы мультсериалам «Д’Артаньгав и три пса-мушкетёра», «Вокруг света с Вилли Фогом», «Крошечный мир гнома Дэвида». Крупнейший производитель анимации в Испании и одна из самых больших анимационных студий Европы.

## История создания
Компания основана в 1972 году как мерчендайзинговая фирма. Студия представляла права на использование популярных мультперсонажей таких производителей как Hanna-Barbera и Warner Bros. Добившись успеха в дистрибуции иностранной мультипликации, компания решила расширить сферу деятельности и в 1980 году на испанском телевидении прошла премьера первого мультипликационного проекта BRB Internacional — «Ruy, the Little Cid».
С тех пор и до настоящего времени компания не прекращала производство анимации. Отличительной особенностью её проектов всегда являлась очевидная ориентация на англоязычную аудиторию. Опыт, приобретённый компанией на начальном этапе в качестве дистрибьютера, подсказал верное решение — мультфильмы BRB Internacional всегда успешно продавались за пределами испаноязычных стран, что позволило компании существенно расширить рынок сбыта за счёт повторной дистрибуции своих англоязычных продуктов и иметь сравнительно стабильный доход.

## Телевизионные мультипликационные сериалы
- «Руи — маленький Сид» — «Ruy, the Little Cid» (1979) — в сотрудничестве с Nippon Animation, Япония
- «Д’Артаньгав и три пса-мушкетёра» (1981) — в сотрудничестве с Nippon Animation, Thames Television (Великобритания) и Wang Film Productions (Тайвань)
- «Вокруг света с Вилли Фогом» (исп. La vuelta al mundo de Willy Fog, 1983) — в сотрудничестве с Nippon Animation и Wang Film Productions
- «Крошечный мир гнома Дэвида» (The World of David the Gnome) (1985) — в сотрудничестве с Cinar (Канада) и Miramax
- «Wisdom of the Gnomes» — в сотрудничестве с Cinar и Miramax (1987)
- «Bobobobs» (1988)
- «A Thousand and One… Americas» (1991)
- «Сандокан» (Sandokan) (1992)
- «Морт и Фил(Мортадело и Филемон)» (Mortadelo y Filemón, Mort and Phil) (1994)
- «Приключения Моцарта и его друзей» (The Mozart Band) — в сотрудничестве с Marathon Animation (1995)
- «The Untouchables of Elliot Mouse» (1997)
- Super Models (1998)
- «Футбольные истории» (1998)
- «Teo» — в сотрудничестве с «Violeta Denou» (1999)
- «Секрет Чёрного Корсара» (Yolanda: Daughter of the Black Corsair) (1999)
- «Фантагиро» (Fantaghirò) (1999)
- «Toonimals!» (2001)
- «Nico» (также известен как «Nicholas») (2001)
- «Академия гладиаторов» (Gladiator Academy) (2002)
- «Приключения Зипа и Запа» (Zipi y Zape, Zip and Zap) (2002)
- «Соник Икс» — в сотрудничестве с TMS Entertainment (Япония) (2003)
- Nouvelles aventures de l'homme invisible, Les (в русском прокате «Человек Невидимка») — в сотрудничестве с Antefilms (с недавних пор Moonscoop) (2005)
- Papawa (2005)
- «Бернард» — в сотрудничестве с RG Animation Studios (Корея) (2006)
- «Марти — железный мальчик» — в сотрудничестве с Daewon Media и Design Storm (Корея) (2005)
- «Ангус и Черил — пружинки-непоседы» (Angus and Cheryl) (2006)
- «The Imp» (2006)
- «Камбу» — в сотрудничестве с «Screen 21» (2010)